# Diapetimorpha unifasciata
Diapetimorpha unifasciata är en stekelart som först beskrevs av Cameron 1885.  Diapetimorpha unifasciata ingår i släktet Diapetimorpha och familjen brokparasitsteklar. Inga underarter finns listade i Catalogue of Life.